# یوبگا
یوبگا (به لاتین: Uboga) یک روستا در لهستان است که در Gmina Czersk واقع شده‌است.

## خصوصیات
یوبگا ۶ نفر جمعیت دارد.